# John Moir
John Moir, detto Johnny (Rutherglen, 22 maggio 1917 – Carlisle, 15 novembre 1975), è stato un cestista statunitense, professionista nella NBL.

## Palmarès
- Helms Foundation Player of the Year (1936)
- Helms Foundation All-American (1936, 1937, 1938)[2]
- 2 volte campione NBL (1939, 1940)
- All-NBL Second Team (1939)